# Правительство Федерации Боснии и Герцеговины
Президент правительства (премьер) Федерации Боснии и Герцеговины (босн. premijer Federacije Bosne i Hercegovine, хорв. predsjednik Vlade Federacije Bosne i Hercegovine, серб. председник Владе Федерације Босне и Херцеговине) является главой правительства Федерации Боснии и Герцеговины. Как и весь состав правительства в числе 16 министров, он назначается Президентом Федерации Боснии и Герцеговины с одобрения двух (до 2003 года одного) вице-президентов федерации, с учётом национальных квот: министрами должны быть 8 босняков, 5 хорватов и 3 серба. Из числа министров назначаются два заместителя президента правительства, вместе с главой правительства представляющие три конституционных народа федерации. Состав правительства подлежит утверждению Палатой представителей Парламента федерации.

## История федерального правительства
18 марта 1994 года было подписано Вашингтонское соглашение о прекращении огня между Хорватской республикой Герцег-Босна и Республикой Босния и Герцеговина, по которому на контролируемой сторонами территории создавалась Федерация Боснии и Герцеговины (босн. и хорв. Federacija Bosne i Hercegovine, серб. Федерација Босне и Херцеговине), состоящая из 10 кантонов, организованных так, чтобы предотвратить преимущество какой-либо этнической группы.
30 марта 1994 года Учредительной скупщиной Федерации была утверждена её конституция, а 31 мая 1994 года — избраны президент и вице-президент Федерации, а полномочия первого правительства Федерации приняло на себя правительство Республики Босния и Герцеговина во главе (босн. Premijer Federacije Bosne i Hercegovine, хорв. Predsjednik Vlade Federacije Bosne i Hercegovine) с Харисом Силайджичем. Полноценное федеральное правительство было впервые сформировано только 31 января 1996 года. 
5 октября 1996 года Федерация Боснии и Герцеговины была интегрирована как энтитет в квази-федеративную Боснию и Герцеговину.

## Список глав правительства
| #      | Портрет | Имя                                                                                   | Начало полномочий | Конец полномочий | Партия                                                      |
| ------ | ------- | ------------------------------------------------------------------------------------- | ----------------- | ---------------- | ----------------------------------------------------------- |
| 1      |         | Харис Силайджич (1945—) босн. и хорв. Haris Silajdžić, серб. Харис Силаjџић           | 31 мая 1994       | 31 января 1996   | Партия демократического действия                            |
| 2      |         | Изудин Капетанович (1953—) босн. и хорв. Izudin Kapetanović, серб. Изудин Капетановић | 31 января 1996    | 18 декабря 1996  | Партия демократического действия                            |
| 3      |         | Эдхем Бичакчич (1952—) босн. и хорв. Edhem Bičakčić                                   | 18 декабря 1996   | 11 января 2001   | Партия демократического действия                            |
| и. о.  |         | Драган Чович (1956—) босн. и хорв. Dragan Čović                                       | 11 января 2001    | 2 марта 2001     | Хорватское демократическое содружество Боснии и Герцеговины |
| 4      |         | Алия Бехмен (1940—2018) босн. и хорв. Alija Behmen                                    | 2 марта 2001      | 14 февраля 2003  | Социал-демократическая партия Боснии и Герцеговины          |
| 5 (I)  |         | Ахмет Хаджипашич (1952—2008) босн. и хорв. Ahmet Hadžipašić                           | 14 февраля 2003   | 22 марта 2007    | Партия демократического действия                            |
| 6 (I)  |         | Неджад Бранкович (1962—) босн. и хорв. Nedžad Branković                               | 22 марта 2007     | 23 марта 2007    | Партия демократического действия                            |
| 5 (II) |         | Ахмет Хаджипашич (1952—2008) босн. и хорв. Ahmet Hadžipašić                           | 23 марта 2007     | 30 марта 2007    | Партия демократического действия                            |
| 6 (II) |         | Неджад Бранкович (1962—) босн. и хорв. Nedžad Branković                               | 30 марта 2007     | 27 мая 2009      | Партия демократического действия                            |
| и. о.  |         | Вьекослав Беванда (1956—) босн. и хорв. Vjekoslav Bevanda                             | 27 мая 2009       | 25 июня 2009     | Хорватское демократическое содружество Боснии и Герцеговины |
| 7      |         | Мустафа Муезинович (1954—2019) босн. и хорв. Mustafa Mujezinović                      | 25 июня 2009      | 17 марта 2011    | Партия демократического действия                            |
| 8 (I)  |         | Нермин Никшич (1960—) босн. и хорв. Nermin Nikšić                                     | 17 марта 2011     | 1 апреля 2015    | Социал-демократическая партия Боснии и Герцеговины          |
| 9      |         | Фадил Новалич (1959—) босн. и хорв. Fadil Novalić                                     | 1 апреля 2015     | 28 апреля 2023   | Партия демократического действия                            |
| 8 (II) |         | Нермин Никшич (1960—) босн. и хорв. Nermin Nikšić                                     | 28 апреля 2023    | действующий      | Социал-демократическая партия Боснии и Герцеговины          |